# 主權公民運動
主權公民運動（英語：sovereign citizen movement）大致上是一種有相似主張的訴訟當事人（主要是美國）、評論人、反對稅收示威者及金融產品推銷員。他們認為自己只聽命於一些對普通法制度的非正規詮釋，只要仗恃這些詮釋，就不受政府立法與司法程序約束。他們在美國境內不承認美元貨幣，又認為自己不受規管方面的立法約束，例如汽車登記、賦稅等等。該運動的參與者創作出「聯邦公民」的概念，視之「主權公民」的相反。他們聲稱自己受哄騙，所以接受了聯邦法律的某些範疇，令自己不知不覺間喪失了「不受立法約束」的權利。他們相信一些類似法律程序的儀式能夠恢復這些權利。這些主張往往不受法庭認可，法官會以瑣屑無聊為理由，以簡易判決形式處理相關程序。美國聯邦調查局將較為極端的主權公民列入本土恐怖主義者組織名單。在澳洲及加拿大，類似的運動自稱「土地上的自由民」（freemen on the land）。